# Jif'at
Jif'at (hebrejsky יִפְעַת, anglicky Yifat, v oficiálním seznamu sídel Yif'at) je vesnice typu kibuc v Izraeli, v Severním distriktu, v Oblastní radě Jizre'elské údolí.

## Geografie
Leží v nadmořské výšce 108 metrů v Dolní Galileji, na pomezí severního okraje Jizre'elského údolí s intenzivním zemědělstvím a pohoří Harej Nacrat (Nazaretské hory), které stoupá východně od vesnice směrem k městu Migdal ha-Emek. Z těchto hor stéká do údolí podél jižní strany vesnice vádí Nachal Jif'at, podél severní strany vádí Nachal Cvi. Jihozápadně od kibucu se rozkládá letecká základna Ramat David.
Vesnice se nachází cca 8 kilometrů severozápadně od města Afula, 1 kilometr západně od města Migdal ha-Emek, cca 78 kilometrů severovýchodně od centra Tel Avivu a cca 27 kilometrů jihovýchodně od centra Haify. Jif'at obývají Židé, přičemž osídlení v tomto regionu je převážně židovské. Aglomerace Nazaretu, kterou obývají převážně izraelští Arabové, začíná až cca 5 kilometrů severovýchodním směrem.
Jif'at je na dopravní síť napojen pomocí dálnice číslo 73.

## Dějiny
Jif'at byl založen v roce 1926. Toho roku ale nebyl založen vlastní Jif'at, nýbrž sousední kibuc Gvat, který až mnohem později dal vzniknout i kibucu Jif'at. K založení tak fakticky došlo až roku 1954. Počátkem 50. let 20. století totiž v důsledku rozkolu v organizaci izraelských kibuců (podrobně v článku kibuc) část osadníků opustila Gvat a založili nový kibuc Jif'at. Další osadníci sem rovněž v důsledku rozkolu dorazili z nedaleké vesnice Ramat David.
Nový kibuc byl nejprve pracovně nazýván Ichud ha-Šaron Gvat (איחוד השרון - גבת). Současné jméno obce je odvozeno od zaniklého židovského města Jafija (יפיע) z biblických dob, které zmiňuje například Kniha Jozue 19,12, jehož název se dodnes dochoval v nedaleké arabské obci Jafa an-Naserija.
Ekonomika obce je založena na zemědělství, průmyslu a turistickém ruchu. V obci fungují zařízení předškolní péče o děti. Základní škola je ve vesnici Sarid. Dále je tu k dispozici synagoga, obchod, knihovna, poštovní úřad, plavecký bazén a muzeum připomínající vznik osad v tomto regionu. Obec prochází stavební expanzí. V první fázi šlo o 41 stavebních parcel, které již byly rozprodány. Další fáze má obsahovat 40 stavebních pozemků.

## Demografie
Obyvatelstvo kibucu Jif'at je sekulární. Podle údajů z roku 2014 tvořili naprostou většinu obyvatel v Jif'at Židé – cca 1000 osob (včetně statistické kategorie "ostatní", která zahrnuje nearabské obyvatele židovského původu ale bez formální příslušnosti k židovskému náboženství, cca 1100 osob).
Jde o menší sídlo vesnického typu s dlouhodobě rostoucí populací. K 31. prosinci 2014 zde žilo 1068 lidí. Během roku 2014 populace stoupla o 5,5 %.
| Rok            | 1961 | 1972 | 1983 | 1995 | 2001 | 2003 | 2004 | 2005 | 2006 | 2007 | 2008 | 2009 | 2010 | 2011 | 2012 | 2013 | 2014 |
| -------------- | ---- | ---- | ---- | ---- | ---- | ---- | ---- | ---- | ---- | ---- | ---- | ---- | ---- | ---- | ---- | ---- | ---- |
| Počet obyvatel | 754  | 735  | 831  | 747  | 707  | 726  | 750  | 723  | 717  | 728  | 741  | 860  | 866  | 886  | 974  | 1012 | 1068 |